# Демич Юрій Олександрович
Юрій Олександрович Демич (рос. Ю́рий Алекса́ндрович Де́мич; * 18 серпня 1948, Магадан, РРФСР, СРСР — 24 грудня 1990, Москва, РРФСР, СРСР) — радянський російський актор театру, кіно, озвучування. Заслужений артист РРФСР (1982). Лауреат Державної премії СРСР (1978), премії Ленінського комсомолу (1982).

## Життєпис
Народився в акторській родині.
Закінчив Державний інститут театрального мистецтва (1971). Працював у Куйбишевському драматичному театрі.
З 1974 р. — актор Великого драматичного театру (Ленінград).

## Фільмографія
- «Ні дня без пригод» (1971, Семен Петрович)
- «Одинадцять надій» (1975, Сергій Андрійович Романцев)
- «Там, за горизонтом» (1975, Сергій)
- «Довіра» (1975, Микола II)
- «Легко бути добрим» (1976, Лаврухін)
- «Сімдесят два градуси нижче нуля» (1976, Валерій Нікітін)
- «Мене це не стосується» (1976, Вадим, наречений Регіни)
- «Три веселі зміни» (1977, Павло)
- «Убитий при виконанні» (1977, Дивильковський)
- «Перші радощі» (1977, Кирило Ізвєков)
- «Гарантую життя» (1977, Максим Стрєльцов)
- «Пастка» (1978)
- «Точка відліку» (1979, Григорій Чагін)
- «Незвичайне літо» (1979, Кирило Ізвєков)
- «Коли помер святий Патрік?» (1980)
- «Оголошено розшук...» (1981, Валентин Петрович Сьомін)
- «Всім — спасибі!» (1981, Валентин, актор)
- «Викрадення чародія» (1981, Кін Володимирович)
- «Росія молода» (1981—1982, т/ф, поручик Мєхоношин (5—8 серії)
- «Надія і опора» (1982, Микола Олексійович Курков, голова колгоспу)
- «Смерть на зльоті» (1982, Ігор Олександрович Кримов, вчений, співробітник секретного інституту)
- «Сім годин до загибелі» (1983, Гаркуша)
- «Відлуння далекого вибуху» (1983, Сергій Олександрович Савич)
- «Магістраль» (1983, завідувач відділу транспорту обкому партії Сергій Федорович Колобов)
- «Чокан Валіханов» (1983, Дуров)
- «Прохіндіада, або Біг на місці» (1984, слідчий)
- «Вийти заміж за капітана» (1985, Лядов)
- «Суперниці» (1985, Олександр Андрійович Буланов, жіночий тренер з веслування на байдарках)
- «Прорив» (1986, заст. начальника Ленметрострою Владислав Миколайович Юрасов)
- «Шлях до себе» (1986, Олег Козирєв, каскадер)
- «Везуча людина» (1987, Самсонов)
- «НП районного масштабу» (1988, Околотков, секретар міськкому ВЛКСМ)
- «Воно» (1989, Угрюм-Бурчеєв)
- «Чаша терпіння» (1989, Андрій Володимирович Громов)
- «Духів день» (1990)
- «Оскаженілий автобус» (1990, Георгій Олександрович Матвєєв, консул СРСР в Ізраїлі)
- «Людина з чорної „Волги“» (1990, Олексій В'ячеславович Прошин) та ін.

Знявся в українських фільмах:
- «Родина Коцюбинських» (1970, Юрій Коцюбинський)
- «Ні дня без пригод» (1971, Петрович)
- «Дума про Ковпака» (1973—1976, Мошкін)
- «Посилка для Світлани» (1974, Олександр)